# Mistrzostwa Szwecji mężczyzn w curlingu
Mistrzostwa Szwecji mężczyzn w curlingu (szwe. Svenska mästerskap i curling för herrar), coroczne zawody o tytuł mistrza Szwecji organizowane od 1917. Od 1962 wyłaniał zespół, który reprezentował Szwecję na arenie międzynarodowej. Początkowo do 1982 najlepsza drużyna uczestniczyła w mistrzostwach świata, między 1983 a 2009 kwalifikowała się natomiast do mistrzostw Europy. 
Obecnie do grudniowych mistrzostw Europy reprezentacja wybierana jest przez selekcjonera Szwedzkiego Związku Curlingu. Organizowane są także regionalne turnieje kwalifikacyjne (Distriktsmästerskap, DM).
Impreza nie odbyła się w sezonie 1924/1925, w 1920 natomiast złote medale wywalczyli Szkoci.

## Mistrzowie Szwecji
| Rok  | Miasto, klub                      | Czwarty               | Trzeci                | Drugi               | Otwierający            |
| ---- | --------------------------------- | --------------------- | --------------------- | ------------------- | ---------------------- |
| 1917 | Sztokholm, Stockholms CK          | A. Olsson             | Karl Wahlberg         | Birger Olsson       | Klas Fåhraeus          |
| 1918 | Sztokholm, Åre CK                 | Carl O. Rahm          | Carl Wilhelm Petersén | Johan Petter Åhlén  | Hugo Hjelmar           |
| 1919 | Sztokholm, Åre CK                 | Carl O. Rahm          | Carl Wilhelm Petersén | Johan Petter Åhlén  | Erik Åkerlund          |
| 1920 | Szkocja, Royal Caledonian CC      | John McLeod           | M.Hunter-Kennedy      | J.F. Ross           | J. Burnett             |
| 1921 | Sztokholm, Amatörföreningens CK   | Claes Hultberg        | Elof Lindskog         | Oscar Dahlin        | A.B. Johansson         |
| 1922 | Danderyd, Stocksunds CK           | Erik Åkerlund         | Otto Gernandt         | Einar Eklund        | Gunnar Janzén          |
| 1923 | Norrköping, Norrköpings CK        | Knut Bartels          | Alfred Hedenström     | Ernst August Caap   | Dan Arfwidsson         |
| 1924 | Danderyd, Stocksunds CK           | Erik Åkerlund         | Einar Eklund          | Gunnar Janzén       | Atle Sylvén            |
| 1926 | Sztokholm, Åre CK                 | Carl O. Rahm          | Eric Hedeman-Gade     | Hugo Hjelmar        | A.B. Johansson         |
| 1927 | Sztokholm, Engelbrekts CK         | Jonas Arnström        | John Roberg           | Walfrid Andersson   | Ivan Dale              |
| 1928 | Sztokholm, Amatörföreningens CK   | Victor Wetterström    | Gunnar Malmqvist      | Oscar Dahlin        | Carl Hull              |
| 1929 | Norrköping, Bråvalla CK           | Knut Bartels          | Ernst August Caap     | Alfred Hedenström   | Wille Hellman          |
| 1930 | Sztokholm, Fjällgårdens CK        | Carl Wilhelm Petersén | Carl Axel Pettersson  | S.B. Sahlin         | Helge Burman           |
| 1931 | Danderyd, Stockeby CK             | Eskil Ljungqvist      | Carl Wikström         | I. Lundqvist        | Erik Nilsson           |
| 1932 | Sztokholm, CK Tre Kronor          | Erik Åkerlund         | Emil Henriques        | Rune Åkerlund       | Gunnar Rönn            |
| 1933 | Sztokholm, CK Bore                | Rolf Wessman          | K. Stenport           | Torild Brockman     | E. Hammarsjö           |
| 1934 | Sztokholm, Stockholms CK          | Karl Erik Wahlberg    | Lars Edshammar        | G. Braun            | Max Hoffman            |
| 1935 | Sztokholm, AmatörföreningensCK    | Gunnar Malmqvist      | Thure Sandström       | Oscar Dahlin        | Carl Fredrik Andersson |
| 1936 | Sztokholm, CK Bore                | Rolf Wessman          | Torild Brockman       | Melcher Säwensten   | Gunnar Säwensten       |
| 1937 | Sztokholm, Kronprinsens CK        | Hubertus Ubbens       | Rolf Graff-Lonnevig   | Johan Sande Junior  | Bjarne Angell          |
| 1938 | Sztokholm, Kronprinsens CK        | Hubertus Ubbens       | Rolf Graff-Lonnevig   | Johan Sande Junior  | Hilding Paulson        |
| 1939 | Sztokholm, Amatörföreningens CK   | Victor Wetterström    | Thure Sandström       | Anders Håkansson    | Oscar Dahlin           |
| 1940 | Sundsvall, Sundsvalls CK          | Arvid Norell          | Richard Norlin        | Thure Norlin        | Gösta Undin            |
| 1941 | Sundsvall, Sundsvalls CK          | Arvid Norell          | Richard Norlin        | Thure Norlin        | Gösta Undin            |
| 1942 | Sundbyberg, Sundbybergs CK        | Axel Nordenstedt      | Eric Linderman        | Sten Kindblom       | Gösta Jacobsson        |
| 1943 | Sundsvall, Sundsvalls CK          | Arvid Norell          | Richard Norlin        | Thure Norlin        | Gösta Undin            |
| 1944 | Sztokholm, Haga CK                | Arne Ahlström         | Georg Settelby        | Gunnar Landroth     | Bertil Swartling       |
| 1945 | Örebro, Örebro CK                 | Fredrik Anell         | Gustav Byléhn         | Erik Berglund       | Håkan Bergå            |
| 1946 | Sztokholm, Kronprinsens CK        | Johan Sande Junior    | Hilding Paulson       | Fred Sjödin         | Folke Hallin           |
| 1947 | Sztokholm, Fjällgårdens CK        | Bertel Skiöld         | Erik Åkerlund         | Olle Hammarström    | Arthur Ballin          |
| 1948 | Linköping, Linköpings CK          | Carl Arthur Jakobsson | Tage Hällborn         | Martin Fransson     | Sten Jakobsson         |
| 1949 | Sztokholm, Fjällgårdens CK        | Bertel Skiöld         | Per Eric Nilsson      | Arthur Ballin       | Bo Fosselius           |
| 1950 | Sztokholm, Åre CK                 | Åke Danielsson        | Magnus Berge          | Curt Jonsson        | Axel Nilsson           |
| 1951 | Sztokholm, Fjällgårdens CK        | Bertel Skiöld         | Totte Åkerlund        | Olle Hammarström    | Arthur Ballin          |
| 1952 | Sztokholm, Fjällgårdens CK        | Per Eric Nilsson      | Sven Eklund           | Lars Ryberg         | Rolf Aleman            |
| 1953 | Linköping, Linköpings CK          | Thedde Svensson       | Erland Ragnar         | Olof Bohman         | Eric Linde             |
| 1954 | Sztokholm, Fjällgårdens CK        | Per Eric Nilsson      | Sven Eklund           | Bertel Skiöld       | Bengt Öhrman           |
| 1955 | Sztokholm, Fjällgårdens CK        | Per Eric Nilsson      | Sven Eklund           | Lennart Söderström  | Bengt Öhrman           |
| 1956 | Norrköping, Norrköpings CK        | Gösta Månsson         | Ivan Torbrand         | Karl Axel Bergwall  | Uno Liljegren          |
| 1957 | Linköping, Linköpings CK          | Thure Berggren        | Einar Sandebring      | Hans Lönnberg       | Sven Eriksson          |
| 1958 | Linköping, Linköpings CK          | Thure Berggren        | Einar Sandebring      | Hans Lönnberg       | Sven Eriksson          |
| 1959 | Sztokholm, Fjällgårdens CK        | Per Eric Nilsson      | Sven Eklund           | Totte Åkerlund      | Lars Ryberg            |
| 1960 | Hedemora, Hedemora CK             | Birger Larsson        | Gunnar Gråhns         | Gunnar Lengquist    | Nils Hedlund           |
| 1961 | Åre, Åredalens CK                 | Curt Jonsson          | Gustav Larsson        | Magnus Berge        | John-Allan Månsson     |
| 1962 | Norrköping, Norrköpings CK        | Rolf Arfwidsson       | Knut Bartels          | Per Ivar Rydgren    | Arne Stern             |
| 1963 | Åre, Åredalens CK                 | Curt Jonsson          | Gustaf Larsson        | Magnus Berge        | John-Allan Månsson     |
| 1964 | Åre, Åredalens CK                 | Curt Jonsson          | Gustaf Larsson        | Magnus Berge        | John- Allan Månsson    |
| 1965 | Örebro, Örebro CK                 | Tore Rydman           | Gunnar Kullendorf     | Sigge Rydén         | Börje Holmgren         |
| 1966 | Solna, AIK                        | Lars Dracke           | Olle Gewalt           | Ove Ingels          | Sven Fryksenius        |
| 1967 | Sztokholm, Fjällgårdens CK        | Bob Woods             | Totte Åkerlund        | Bengt af Kleen      | Ove Söderström         |
| 1968 | Karlstad, IF GÖTA                 | Kjell Grengmark       | Roy Berglöf           | Sven Carlsson       | Stig Håkansson         |
| 1969 | Danderyd, Djursholms CK           | Christer Wessel       | Kjell Oscarius        | Claes Göran Carlman | Bengt Oscarius         |
| 1970 | Sztokholm, Stallmästaregårdens CK | Tom Schaeffer         | Claes Källén          | Sture Lindén        | Christer Källén        |
| 1971 | Karlstad, IF GÖTA                 | Kjell Grengmark       | Roy Berglöf           | Erik Berglöf        | Lars-Erik Håkansson    |
| 1972 | Danderyd, Djursholms CK           | Kjell Oscarius        | Tom Schaeffer         | Boa Carlman         | Bengt Oscarius         |
| 1973 | Danderyd, Djursholms CK           | Kjell Oscarius        | Bengt Oscarius        | Tom Schaeffer       | Boa Carlman            |
| 1974 | Sundsvall, Sundsvalls CK          | Jan Ullsten           | Tom Berggren          | Anders Grahn        | Roger Bredin           |
| 1975 | Härnösand, Härnösands CK          | Axel Kamp             | Ragnar Kamp           | Björn Rudström      | Christer Mårtenson     |
| 1976 | Karlstad, IF GÖTA                 | Jens Håkansson        | Thomas Håkansson      | Per Lindeman        | Lars Lindgren          |
| 1977 | Härnösand, Härnösands CK          | Ragnar Kamp           | Håkan Rudström        | Björn Rudström      | Christer Mårtenson     |
| 1978 | Danderyd, Djursholms CK           | Tom Schaeffer         | Svante Ödman          | Fred Ridderstad     | Boa Carlman            |
| 1979 | Sundsvall, Sundsvalls CK          | Karl-Erik Bruneflod   | Anders Grahn          | Ken Bruneflod       | Roger Bredin           |
| 1980 | Karlstad, Karlstads CK            | Ragnar Kamp           | Thomas Håkansson      | Håkan Ståhlbro      | Lars Lindgren          |
| 1981 | Härnösand, Härnösands CK          | Jan Ullsten           | Anders Thidholm       | Anders Nilsson      | Hans Söderström        |
| 1982 | Karlstad, Karlstads CK            | Connie Östlund        | Tony Eng              | Henrik Holmberg     | Anders Svennerstedt    |
| 1983 | Västerås, Aros-Curlarna           | Inge GranbaC          | Mats Svedberg         | Lars Carlsson       | Thomas Brinkeborn      |
| 1984 | Sundsvall, Sundsvalls CK          | Per Carlsén           | Jan Strandlund        | Tommy Olin          | Olle Håkansson         |
| 1985 | Karlstad, Karlstads CK            | Per Lindeman          | Connie Östlund        | Carl von Wendt      | Bo Andersson           |
| 1986 | Enköping, CK ENA                  | Göran Roxin           | Claes Roxin           | Björn Roxin         | Lars-Eric Roxin        |
| 1987 | Timrå, Timrå CK                   | Thomas Norgren        | Jan Strandlund        | Lars Strandqvist    | Lars Engblom           |
| 1988 | Enköping, CK ENA                  | Claes Roxin           | Mats Brisegård        | Björn Roxin         | Lars-Eric Roxin        |
| 1989 | Karlstad, Karlstads CK            | Per Lindeman          | Lars Lindgren         | Göran Åberg         | Carl von Wendt         |
| 1990 | Sollefteå, Sollefteå CK           | Mikael Hasselborg     | Hans Nordin           | Lars Vågberg        | Stefan Hasselborg      |
| 1991 | Falun, Falu CC                    | Per Hedén             | Jan Strandlund        | Kenneth Rydén       | Jan Lundblad           |
| 1992 | Sundsvall, Sundsvalls CK          | Per Carlsén           | Henrik Holmberg       | Tommy Olin          | Stefan Larsson         |
| 1993 | Östersund, Östersunds CK          | Peter Lindholm        | Tomas Nordin          | Magnus Swartling    | Peter Narup            |
| 1994 | Sollefteå, Sollefteå CK           | Mikael Hasselborg     | Hans Nordin           | Lars Vågberg        | Stefan Hasselborg      |
| 1995 | Sundbyberg, Sundbybergs CK        | Mats Wranå            | Peter Larsson         | Thomas Winge        | Rickard Holmlund       |
| 1996 | Örnsköldsvik, Örnsköldsviks CK    | Lars-Åke Nordström    | Jan Strandlund        | Örjan Jonsson       | Owe Ljungdahl          |
| 1997 | Östersund, Östersunds CK          | Peter Lindholm        | Tomas Nordin          | Magnus Swartling    | Peter Narup            |
| 1998 | Östersund, Östersunds CK          | Peter Lindholm        | Tomas Nordin          | Magnus Swartling    | Peter Narup            |
| 1999 | Östersund, Östersunds CK          | Peter Lindholm        | Tomas Nordin          | Magnus Swartling    | Peter Narup            |
| 2000 | Östersund, Östersunds CK          | Peter Lindholm        | Tomas Nordin          | Magnus Swartling    | Peter Narup            |
| 2001 | Östersund, Östersunds CK          | Peter Lindholm        | Tomas Nordin          | Magnus Swartling    | Peter Narup            |
| 2002 | Östersund, Östersunds CK          | Peter Lindholm        | Tomas Nordin          | Magnus Swartling    | Ulf Jonsson            |
| 2003 | Östersund, Östersunds CK          | Peter Lindholm        | Tomas Nordin          | Magnus Swartling    | Peter Narup            |
| 2004 | Östersund, Östersunds CK          | Peter Lindholm        | Tomas Nordin          | Magnus Swartling    | Peter Narup            |
| 2005 | Östersund, Östersunds CK          | Peter Lindholm        | Tomas Nordin          | Magnus Swartling    | Peter Narup            |
| 2006 | Sundsvall, Sundsvalls CK          | Per Carlsén           | Mikael Norberg        | Rickard Hallström   | Fredrik Hallström      |
| 2007 | Östersund, Östersunds CK          | Peter Lindholm        | James Dryburgh        | Viktor Kjäll        | Anders Eriksson        |
| 2008 | Sundbyberg, Sundbybergs CK        | Mathias Mabergs       | Henrik Edlund         | Emil Marklund       | David Kallin           |
| 2009 | Karlstad, Karlstads CK            | Niklas Edin           | Sebastian Kraupp      | Fredrik Lindberg    | Viktor Kjäll           |
| 2010 | Karlstad, Karlstads CK            | Niklas Edin           | Sebastian Kraupp      | Fredrik Lindberg    | Viktor Kjäll           |
| 2011 | Östersund, Lits CK                | Kristian Lindström    | Oskar Eriksson        | Alexander Lindström | Henrik Leek            |
| 2012 | Härnösand, Härnösands CK          | Marcus Hasselborg     | Peder Folke           | Andreas Prytz       | Anton Sandström        |
| 2013 | Östersund, Lits CK                | Oskar Eriksson        | Kristian Lindström    | Markus Eriksson     | Christoffer Sundgren   |
| 2014 | Östersund, Lits CK                | Oskar Eriksson        | Kristian Lindström    | Markus Eriksson     | Christoffer Sundgren   |
| 2014 | Karlstad, Karlstad CK             | Niklas Edin           | Oskar Eriksson        | Kristian Lindström  | Christoffer Sundgren   |